# Hiatomyia rubroflava
Hiatomyia rubroflava är en tvåvingeart som beskrevs av Hull och Fluke 1950. Hiatomyia rubroflava ingår i släktet Hiatomyia och familjen blomflugor.
Artens utbredningsområde är Kalifornien. Inga underarter finns listade i Catalogue of Life.